# Зыбин, Кирилл Петрович
Кири́лл Петро́вич Зыбин (род.18 августа 1958) — российский физик-теоретик, специалист в области кинетической теории, физики плазмы, распространения радиоволн и астрофизики, член-корреспондент РАН (с 25 мая 2006 года), ведущий научный сотрудник отделения теоретической физики имени И. Е. Тамма, профессор факультета математики НИУ ВШЭ, доктор физико-математических наук.

## Научная деятельность
- Аналитическая теория крупномасштабных структур во Вселенной
- Гигантское гало тёмной материи (совместно с А. В. Гуревичем)
- Парная корреляционная функция на нелинейной стадии (совместно с А. В. Гуревичем и М. Зельниковым)
- Гигантское гало реликтовых нейтронных звёзд (совместно с А. В. Гуревичем, В. Бескиным и М. Птицыным)
- Нелинейная теория плазменных возмущений, возникающих в F-слое ионосферы при воздействии мощной радиоволны.

Текущие работы связаны с микролинзированием и его связью с холодной тёмной материей.
К. П. Зыбину принадлежат важные результаты в разработке кинетической теории пробоя на релятивистских электронах. Им впервые получен регулярный интеграл рождения высокоэнергичных электронов, который явился основой как аналитического исследования этого явления, так и численного моделирования. К. П. Зыбиным аналитически получен инкремент роста ионизации при пробое на быстрых и релятивистских электронах, он является одним из авторов теории инициирования молнии в результате совместного воздействия широкого атмосферного ливня космических лучей и пробоя на быстрых электронах.
Учёным развита нелинейная теория взаимодействия мощных радиоволн с ионосферной плазмой. Им построена теория стационарных мелкомасштабных понижений плотности, возникающих в ионосфере в результате нелинейного взаимодействия волны накачки с плазмой. К. П. Зыбиным построена нелинейная теория самофокусировки радиоволны при распространении в ионосфере на усредненных понижениях плотности.
К. П. Зыбиным развита нелинейная теория джинсовской неустойчивости холодного бездиссипативного вещества. Им впервые получены трёхмерные решения, описывающие структуру гало тёмной материи. К. П. Зыбиным также разработана кинетическая теория роста сверхмассивных чёрных дыр в центрах галактик за счёт поглощения частиц тёмной материи и звёзд.

## Награды и премии
- Медаль ордена «За заслуги перед Отечеством» II степени (15 февраля 2024 года) — за большой вклад в развитие отечественной науки, многолетнюю плодотворную деятельность и в связи с 300-летием со дня основания Российской академии наук[1]
- Премия имени А. А. Фридмана (2005)